# Бантир (Ирландия)
Бантир (англ. Banteer; ирл. Bántír) — деревня в Ирландии, находится в графстве Корк (провинция Манстер).
Станция Бантир была открыта 16 апреля 1853 года и закрыта для товарных перевозок 2 сентября 1976 года.

## Демография
Население — 304 человека (по переписи 2006 года). В 2002 году население составляло 327 человек.
Данные переписи 2006 года:
| Общие демографические показатели |               |                               |                               |      |      |
| Всё население                    | Всё население | Изменения населения 2002—2006 | Изменения населения 2002—2006 | 2006 | 2006 |
| 2002                             | 2006          | чел.                          | %                             | муж. | жен. |
| 327                              | 304           | −23                           | −7                            | 138  | 166  |